# 訃報 1992年3月
訃報 1992年3月（ふほう 1992ねん3がつ）では、1992年（平成4年）3月中に物故した、又は物故が報じられた人物についてまとめる。

## （1日 - 15日）

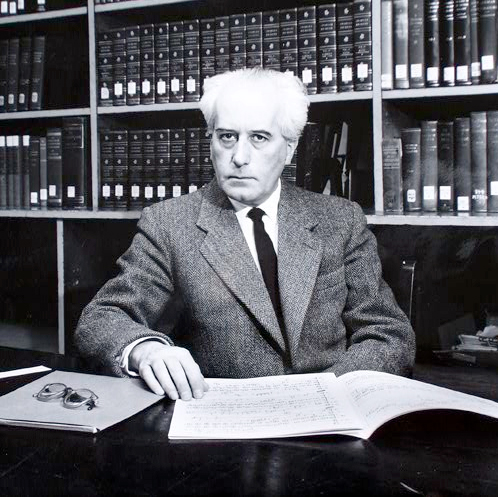
ヴェレッシュ・シャーンドル / 3月4日没

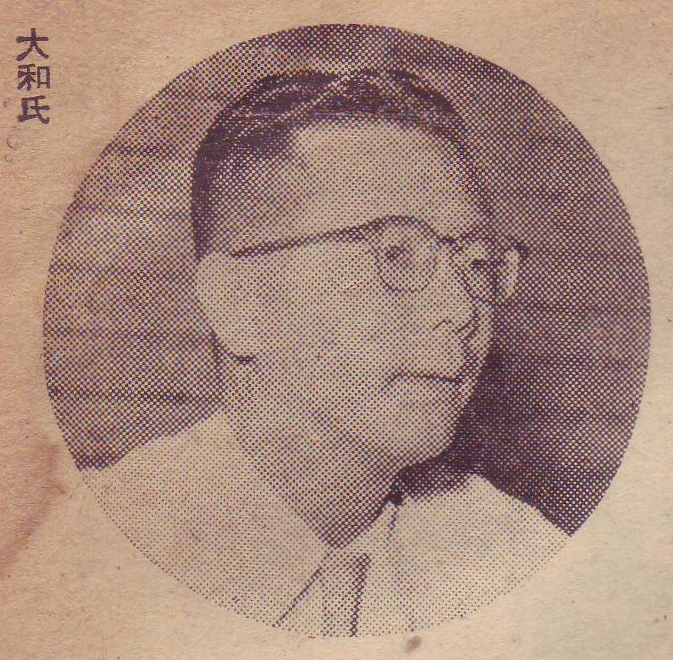
大和球士 / 3月4日没

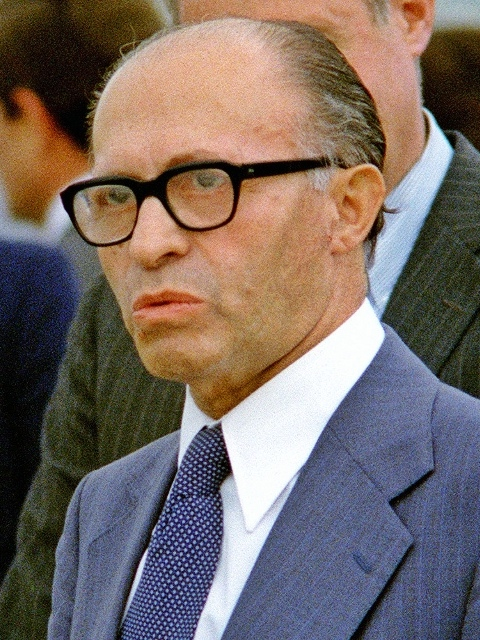
メナヘム・ベギン / 3月9日没

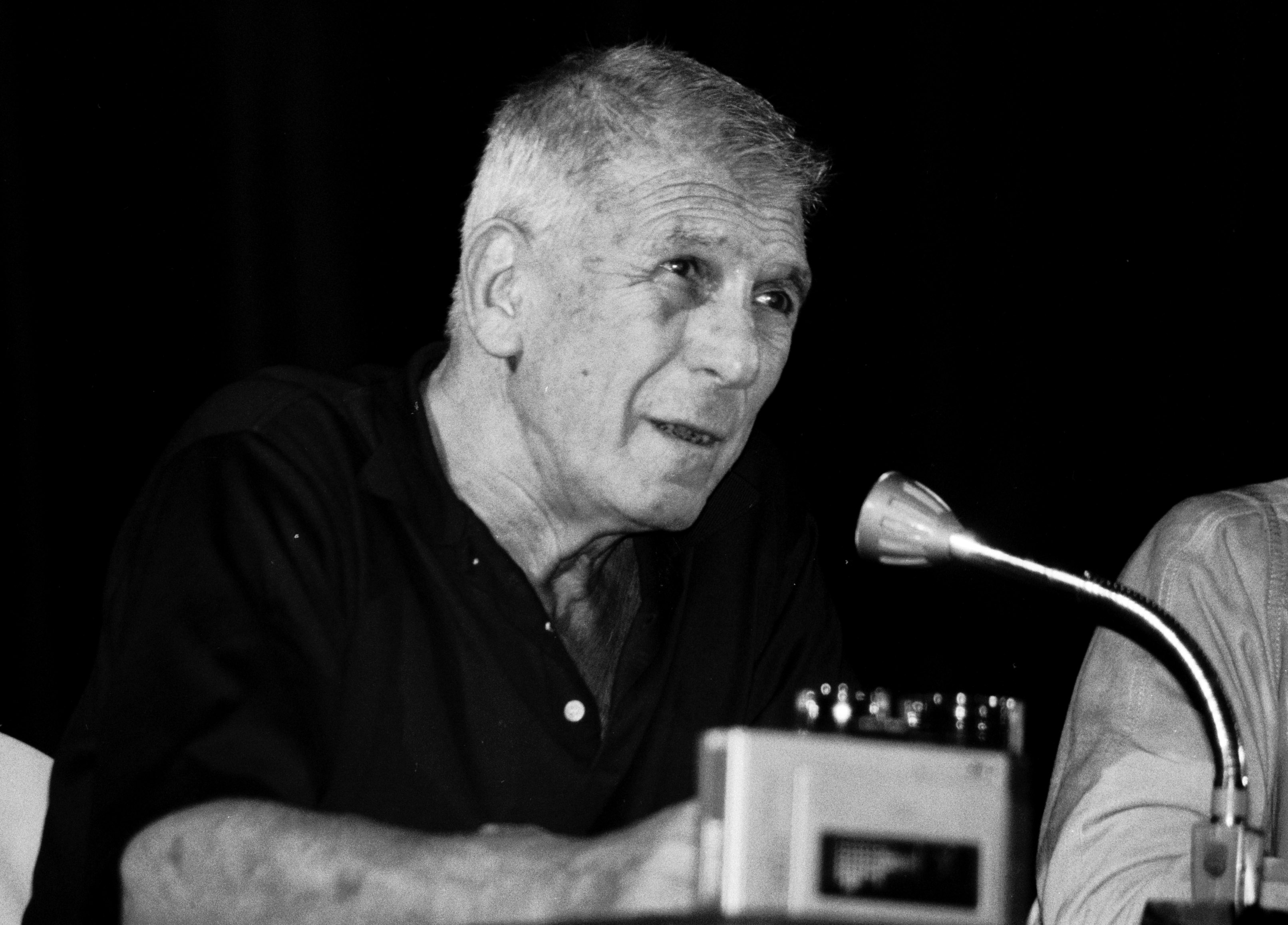
リチャード・ブルックス / 3月11日没

- 3月4日 - ヴェレッシュ・シャーンドル、作曲家（* 1907年）
- 3月4日 - 大和球士、スポーツライター（* 1910年）
- 3月7日 - 林五一、林農園創業者（* 1890年）
- 3月9日 - メナヘム・ベギン、元イスラエル首相（* 1913年）
- 3月11日 - リチャード・ブルックス、映画監督（* 1912年）

## （16日 - 31日）

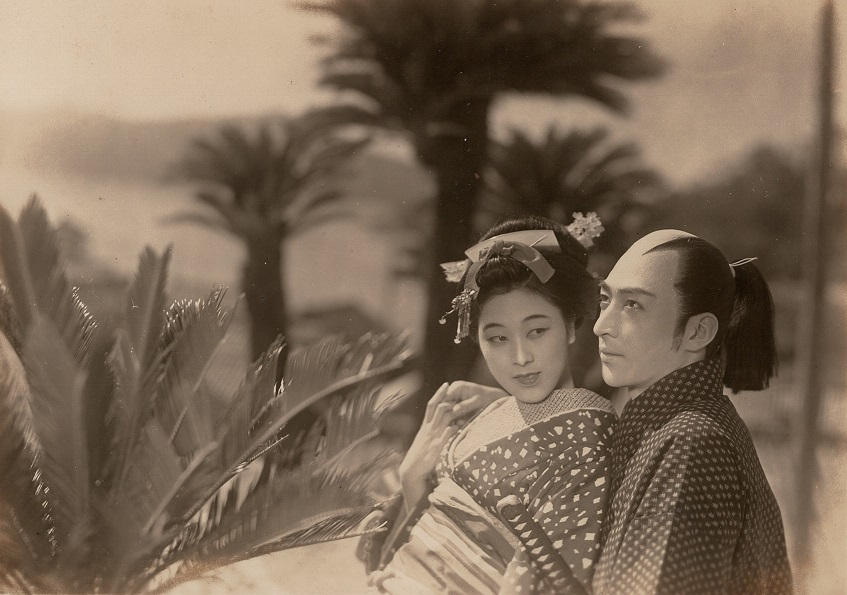
杉山昌三九（右） / 3月17日没

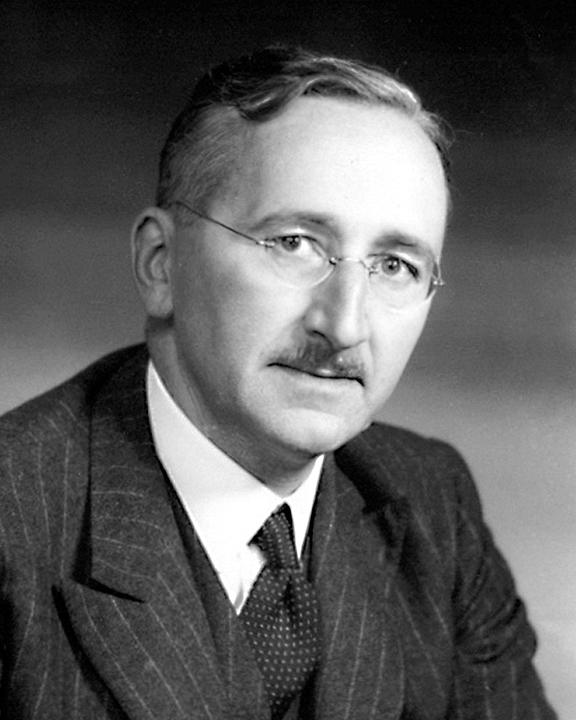
フリードリヒ・ハイエク / 3月23日没

- 3月17日 - 杉山昌三九、俳優（* 1906年）
- 3月21日 - 西岡京治、ブータン農業の父として知られる植物学者（* 1933年）
- 3月21日 - 和田明、高校野球指導者（* 1937年）
- 3月22日 - 桐山襲、小説家（* 1949年）
- 3月22日 - 杉田弘子、元女優（* 1934年）
- 3月23日 - フリードリヒ・ハイエク、経済学者（* 1899年）